# Afognak
Afognak – wyspa w archipelagu Kodiak, położona 5 km (3 mi) na północ od wyspy Kodiak w amerykańskim stanie Alaska. Wyspa ma wymiary 43 mi (69 km) długości i 23 mi (37 km) szerokości oraz powierzchnię 1812,58 km², co czyni ją 18. największą wyspą w Stanach Zjednoczonych. Wybrzeże jest podzielone wieloma długimi i wąskimi zatokami. Najwyższy punkt jest położony 776 m n.p.m.
Gęste lasy świerkowe na wyspie są domem dla niedźwiedzi brunatnych, łosi Roosevelta i mulaków czarnoogonowych. Wiele osób odwiedza wyspę rekreacyjnie w celach łowieckich i wędkarskich.

## Historia

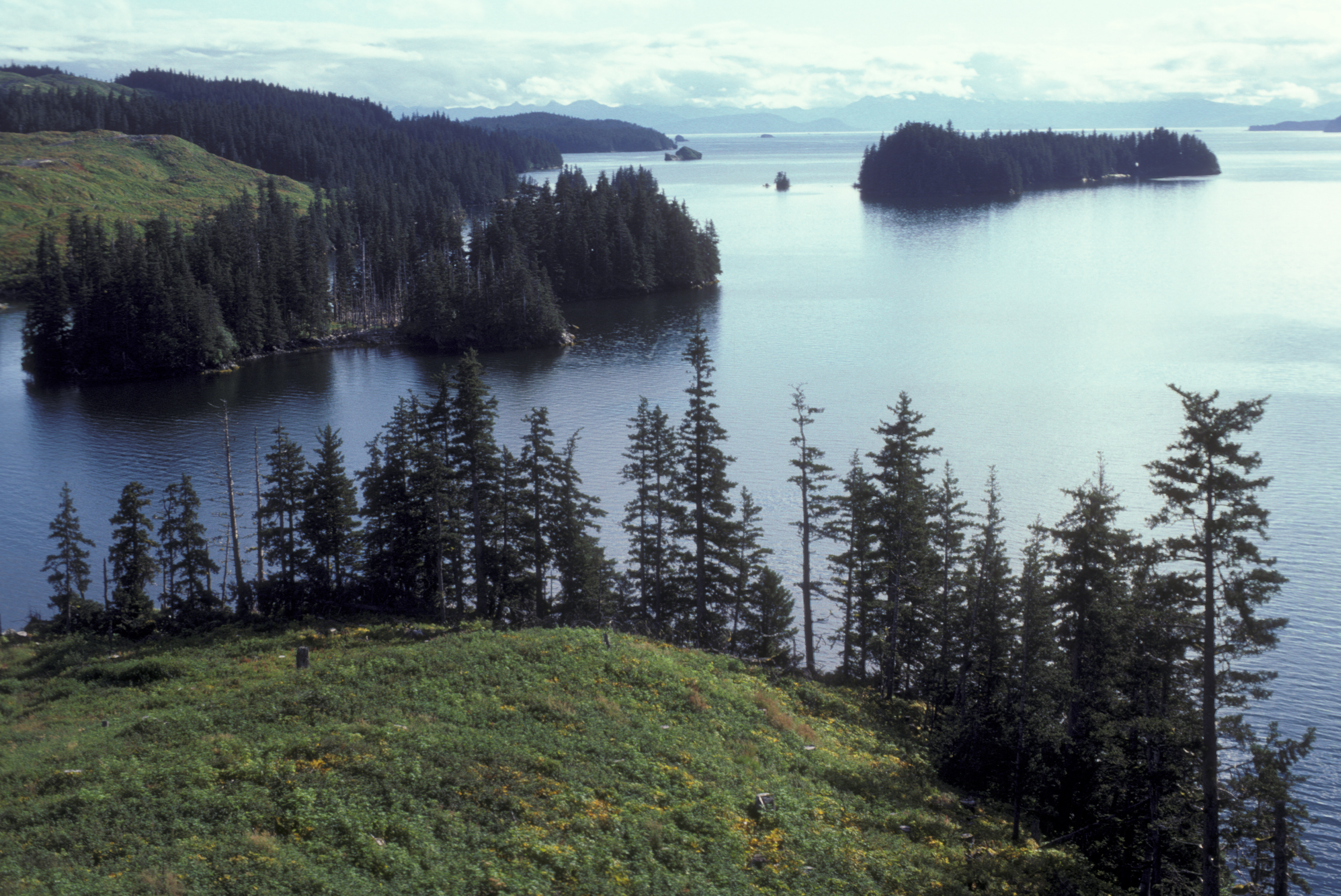
Linia brzegowa jeziora Afognak w zatoce Kazakof

W spisie ludności Stanów Zjednoczonych z 1890 roku odnotowano szereg wiosek wzdłuż wybrzeża, w pobliżu miejscowości Ag'waneq (zwanej również Afognak), w tym wieś Rutkovsky, zamieszkałą przez grupę emerytowanych pracowników Rosyjsko-Amerykańskiej Kompanii Handlowej.
Ag'waneq zostało opuszczone po trzęsieniu ziemi na Alasce w 1964 roku, które zniszczyło wyspę. Potomkowie rdzennych mieszkańców Alaski są oficjalnie uznawani za rdzenną ludność wyspy Afognak. Większość z nich mieszka teraz w miastach Port Lions i Kodiak.
Na początku XXI wieku istniało kilka małych punktów pozyskiwania drewna i domków rybackich na wyspie. W Aleneva mieszka społeczność rosyjskich staroobrzędowców. Gospodarka wyspy opiera się na utrzymaniu i pozyskiwaniu drewna. Transport zapewnia wodolot z Kodiak do różnych obszarów wyspy. Spis z 2000 roku ustalił populację wyspy na 169 osób.

## Przypisy

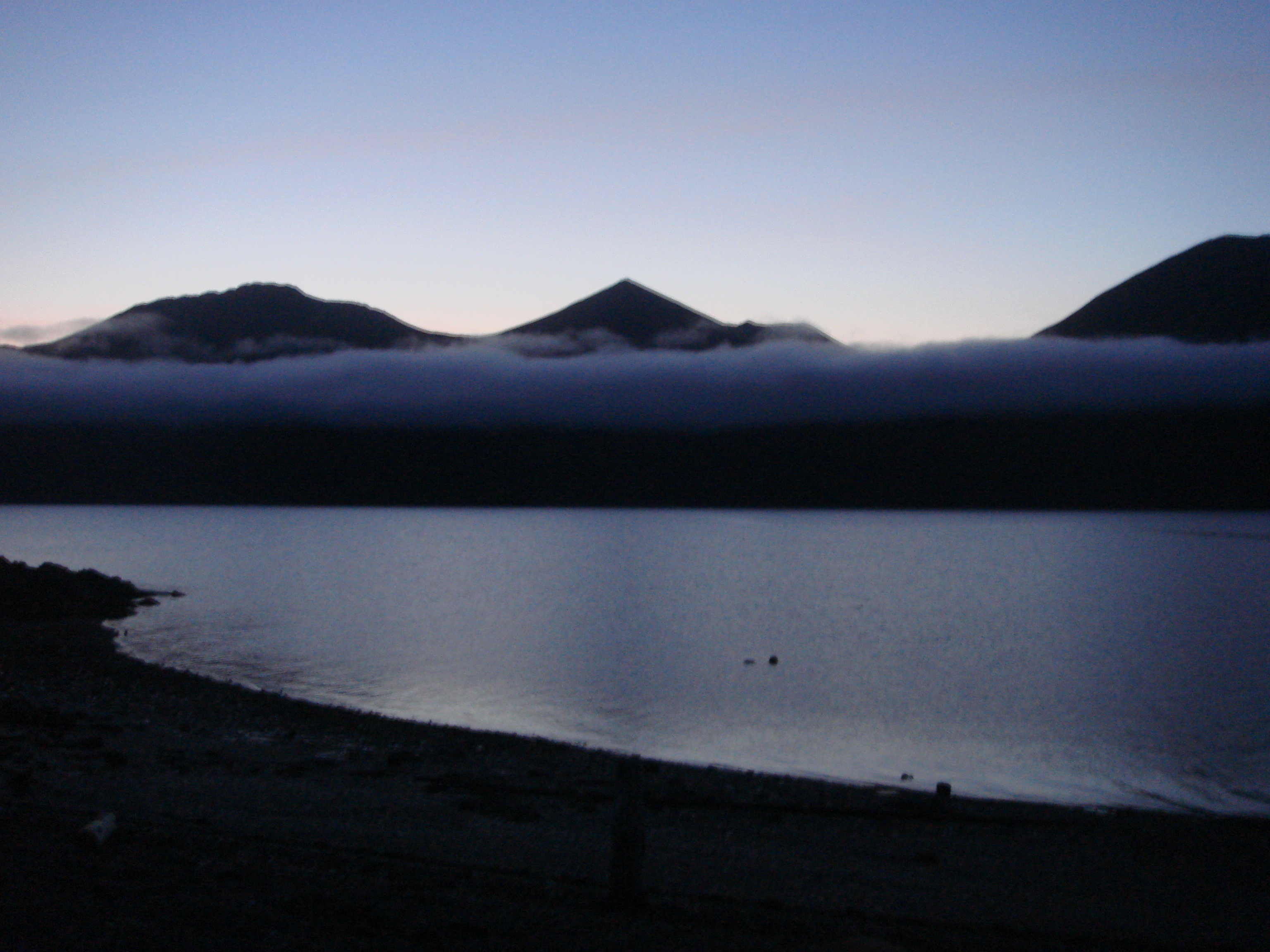
Mgła na wyspie Afognak o północy w lipcu 2009 roku

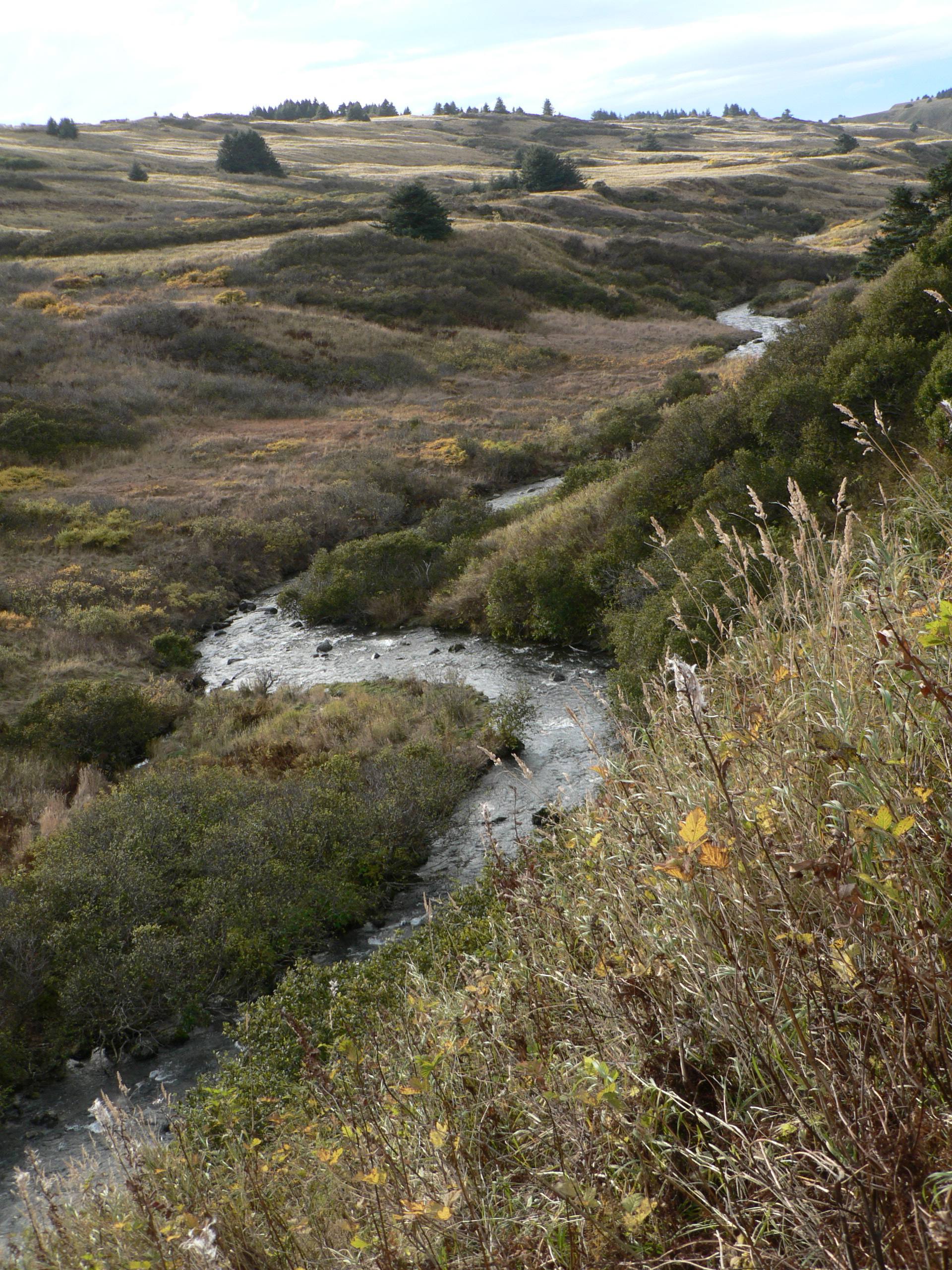
Potok wypływający z jeziora Malina